# Јесење
Јесење је општина у Крапинско-загорској жупанији, Хрватска. До територијалне реорганизације у Хрватској налазило се у саставу бивше велике општине Крапина. Седиште општине је насеље Горње Јесење.

## Становништво
На попису становништва 2011. године, општина Јесење је имала 1.560 становника, од чега у седишту општине, насељу Горње Јесење - 749.